# Ufťuga (přítok Kokšengy)
Ufťuga (rusky Уфтюга) je řeka ve Vologdské oblasti v Rusku. Je 124 km dlouhá. Povodí má rozlohu 1060 km².

## Průběh toku
Ústí zleva do Kokšengy (povodí Severní Dviny).